# Östersjön (Kinnarumma socken, Västergötland)
Östersjön är en sjö i Borås kommun i Västergötland och ingår i Viskans huvudavrinningsområde. Sjön har en area på 0,0426 kvadratkilometer och ligger 150 meter över havet.

## Delavrinningsområde
Östersjön ingår i det delavrinningsområde (639521-133106) som SMHI kallar för Mynnar i Häggån. Medelhöjden är 163 meter över havet och ytan är 23,46 kvadratkilometer. Räknas de 2 avrinningsområdena uppströms in blir den ackumulerade arean 53,36 kvadratkilometer. Lillån som avvattnar avrinningsområdet har biflödesordning 3, vilket innebär att vattnet flödar genom totalt 3 vattendrag innan det når havet efter 82 kilometer. Avrinningsområdet består mestadels av skog (83 %). Avrinningsområdet har 0,04 kvadratkilometer vattenytor vilket ger det en sjöprocent på 0,2 %.